# 中路乡 (维西县)
中路乡，是中华人民共和国云南省迪庆藏族自治州维西傈僳族自治县下辖的一个乡镇级行政单位。

## 词源
“中路”为纳西语“卓洛”音变，意为“集中收租的地方”。

## 行政区划
中路乡下辖以下地区：
佳禾村、新厂村、蕨菜山村、腊八山村、施根登村、咱利村和拉嘎洛村。